# Fullmetal Alchemist: Conqueror of Shamballa
Pour plus de détails, voir Fiche technique et Distribution.
Fullmetal Alchemist: Conqueror of Shamballa (劇場版 鋼の錬金術師 シャンバラを征く者, Gekijyōban hagane no renkinjutsushi Shambara o yuku mono) est un film d'animation japonais de Seiji Mizushima, sorti en 2005. Il est la suite et fin de la première adaptation animée (2005) du manga Fullmetal Alchemist de Hiromu Arakawa.

## Synopsis
Les frères Elric se trouvent dans deux mondes différents, séparés par « la porte » : Edward se trouve dans un monde où la technologie remplace l'alchimie (un monde censé être le nôtre, et présentant le putsch raté d'Hitler en 1923), alors qu'Alphonse se trouve toujours dans le monde où ils sont nés, régi par l'alchimie.
Ayant pu, grâce aux recherches effectuées par un groupe occulte proche du Führer appelé société de Thulé, entrer en contact, les deux frères vont tout faire pour se retrouver. Malheureusement, les pouvoirs de l'alchimie fascinent, et Edward n'est pas le seul à vouloir traverser « la porte »…
Cet épisode est très ancré dans l'entre-deux-guerres allemand et les références historiques évoquées sont nombreuses et souvent justes, avec la présence de différents personnages connus de cette époque. Ainsi Hitler, Rudolf Hess ou Fritz Lang jouent leur propre rôle, ainsi que Karl Haushofer, géopolitologue munichois dont les théories ont été récupérées par le nazisme, tandis que Dietrich Eckart, un des fondateurs du Parti ouvrier allemand, se retrouve en version féminine dans le personnage de Dietlinde Eckart.

## Fiche technique
- Titre français : Fullmetal Alchemist: Conqueror of Shamballa
- Titre original : Gekijyōban hagane no renkinjutsushi Shambara o yuku mono (劇場版 鋼の錬金術師 シャンバラを征く者?)
- Réalisation : Seiji Mizushima
- Scénario : Shō Aikawa
- Musique : Michiru Ōshima
- Production : Seiji Takeda
- Société de production : Bones Inc.
- Société de distribution : Dybex (France)
- Pays de production :  Japon
- Genre : animation, aventures, action, fantastique
- Durée : 105 minutes
- Dates de sortie :
  - Japon : 23 juillet 2005
  - France[1] : 11 novembre 2006 (festival Cinémas et Cultures d'Asie, Lyon) ; 27 septembre 2007 (DVD)
- Classification :
  - France : déconseillé aux moins de 10 ans